# Les Deux Filleuls du parrain
 (mai 2023).
Si vous disposez d'ouvrages ou d'articles de référence ou si vous connaissez des sites web de qualité traitant du thème abordé ici, merci de compléter l'article en donnant les références utiles à sa vérifiabilité et en les liant à la section « Notes et références ».
Pour plus de détails, voir Fiche technique et Distribution.
Les Deux Filleuls du parrain (Due mafiosi contro Al Capone) est une comédie policière hispano-italienne réalisée par Giorgio Simonelli et sortie en 1966.

## Synopsis
Franco et Ciccio sont deux émigrés siciliens aux États-Unis entrés dans les rangs de la police américaine. Ils sont fiancés à deux compatriotes et doivent vivre avec leur futur beau-père Calogero, un Sicilien à l'ancienne. Ils se voient confier une mission difficile, infiltrer le gang d'Al Capone afin de découvrir ses trafics et ainsi le faire arrêter.
Ils ont aussi le problème de leur beau-père qui veut les décourager de se marier car il pense qu'ils trompent ses filles. Malgré tout, les deux hommes parviennent à se dépêtrer du gang d'Al Capone et épousent leurs petites amies.

## Fiche technique
- Titre italien : Due mafiosi contro Al Capone[1]
- Titre français : Les Deux Filleuls du parrain[2]
- Titre espagnol Dos contra Al Capone
- Réalisateur : Giorgio Simonelli
- Scénario : Marcello Ciorciolini, Sandro Continenza, Amedeo Sollazzo (it)
- Photographie : Juan Ruiz Romero, Francisco Sánchez
- Montage : Franco Fraticelli
- Musique : Piero Umiliani
- Décors : Ramiro Gomez
- Production : Edmondo Amati, Maurizio Amati, José Frade
- Société de production : Fida Cinematografica di Amati Edmondo, Coop. Atlántida, Madrid
- Pays de production :  Italie -  Espagne
- Langue originale : italien
- Format : Couleurs par Technicolor - 2,35:1 - Son mono - 35 mm
- Durée : 93 minutes
- Genre : Comédie policière
- Dates de sortie :
  - Italie : 4 mars 1966
  - Espagne : 29 août 1966
  - France : 25 novembre 1974[2]

## Distribution
- Franco Franchi : Franco
- Ciccio Ingrassia : Ciccio
- José Calvo : Al Capone
- Moira Orfei : Rosalia
- Luigi Pavese : commandant de police
- Gino Buzzanca : Calogero
- Angela Luce : Santuzza
- Jesús Puente : Tony
- Frank Braña : Bud Messina
- Ignazio Leone : le bookmaker
- Solvi Stübing : une fille de boîte de nuit
- Tano Cimarosa : un mafieux
- Enzo Andronico : un avocat
- Michele Malaspina : le sénateur
- Marc Lawrence : Joe Minasi